# Часовая башня (Выборг)
Часовая башня — башня в Выборге, бывшая колокольня Старого кафедрального собора, затем Часовая башня и одновременно сторожевая башня городской пожарной команды. Архитектурная доминанта Старого города.

## История
Нижний ярус нынешней башни возведен не позже первой половины XVI века; первоначально это была колокольня выборгского кафедрального собора (разрушен во время Советско-финской войны). Стены сложены из валунов на известковом растворе, в основании имеют толщину 1,6 м. Нижние валуны в основании башни покоятся прямо на склоне гранитной скалы, высота которого 15 м над уровнем моря.
В 1660 году на колокольне установлены первый часовой механизм и циферблаты. В последней трети XVII века пострадавшая от пожара башня была отремонтирована и надстроена, получив форму восьмерика на четверике. В результате городского пожара 1678 г. башня полностью выгорела. В 1678—1681 гг. на старом каменном четверике из кирпича был возведен новый объем в форме восьмерика. В высоких оконных нишах расположилась звонница, старые ниши в четверике строители заложили кирпичом. Надстроенная колокольная была увенчана высоким барочным шпилем с флюгером в виде церковного петуха.
В 1738 году очередной городской пожар уничтожил шпиль башни, внутренние перекрытия и помещавшиеся в звоннице 9 колоколов. По указу императрицы Анны Иоанновны из платежей, собираемых выборгской таможней, были выделены необходимые средства на ремонт башни. В 1753 году на башне были установлены часы с колоколом, приобретённые в Стокгольме. Внутри башни между маршами лестницы устроена деревянная шахта, по которой спускаются тяжелые гири, приводящие в действие механизм часов. После пожара 1793 года по проекту Иоганна Брокмана башня была надстроена: появился третий ярус в стиле классицизма, где была устроена смотровая площадка для использования башни в качестве пожарной каланчи. Высота башни достигла 35 м от уровня земли во внутреннем дворе, высота пола смотровой площадки 25 м над уровнем земли во дворе (40 м над уровнем моря). Екатерина II подарила городу набатный колокол с дарственной надписью, который сохранился на Часовой башне до наших дней, его звон раздаётся уже больше двух столетий.
Некоторое время башня в конце XVIII века служила колокольней Спасо-Преображенского собора, который затем обзавёлся собственной часовой башней-колокольней. Часовой механизм в последний раз заменили в 1848 году, и он исправно работает до сих пор.
В 1974—1981 гг. была проведена реставрация башни с оборудованием смотровой площадки. Реставрация проводилась с отклонениями от проектных рекомендаций и сводилась к сохранению внешнего облика башни. На протяжении следующих десятилетий, при минимальном уходе и под влиянием погодных условий, бывшая колокольня Старого кафедрального собора пришла в аварийное состояние. Поэтому потребовались очередные реставрационные работы, завершённые в 2019 году. Отреставрированы стены фасадов, декоративные элементы, каменная облицовка, а также интерьеры и часовой механизм. Запуск механизма башенных часов осуществлял лично губернатор Ленинградской области А. Ю. Дрозденко. Начиная с лета 2021 года Выборгский музей-заповедник организовал регулярные экскурсии на смотровую площадку Часовой башни с посещением яруса часового механизма.

## Часовая башня в искусстве
Башня нашла свое отражение в многочисленных изображениях художников XVII — начала XXI века. Зачастую не только Выборгский замок, но и Часовая башня на картинах живописцев становится символом Выборга, у неё специально выделенное положение и композиция работы строится в соответствии с Часовой башней как архитектурной доминантой. Благодаря виду на Часовую башню улице Водной Заставы в середине XIX века присвоили почётный титул «самая красивая улица Финляндии». Он был типичен для живописных и графических работ финских художников первой трети XX века, а изображение отдельных нюансов, как время на часах или введение в композицию фигур, индивидуально для мастеров.
Башню можно увидеть в эпизоде советского фильма «Земля Санникова» (сцена, где авантюрист Крестовский лезет на башню с завязанными глазами).

## Галерея

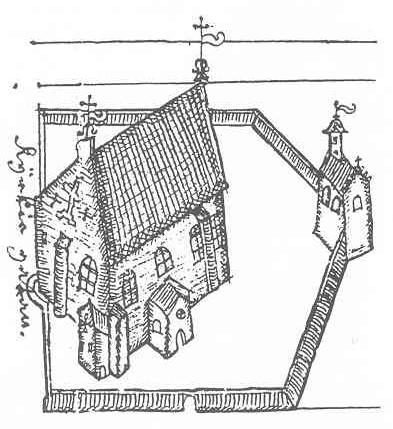
Кафедральный собор с колокольней (справа) в 1642 году
Фрагмент рисунка шведского фортификатора Э. Дальберга 1681 года с изображением кафедрального собора и его колокольни
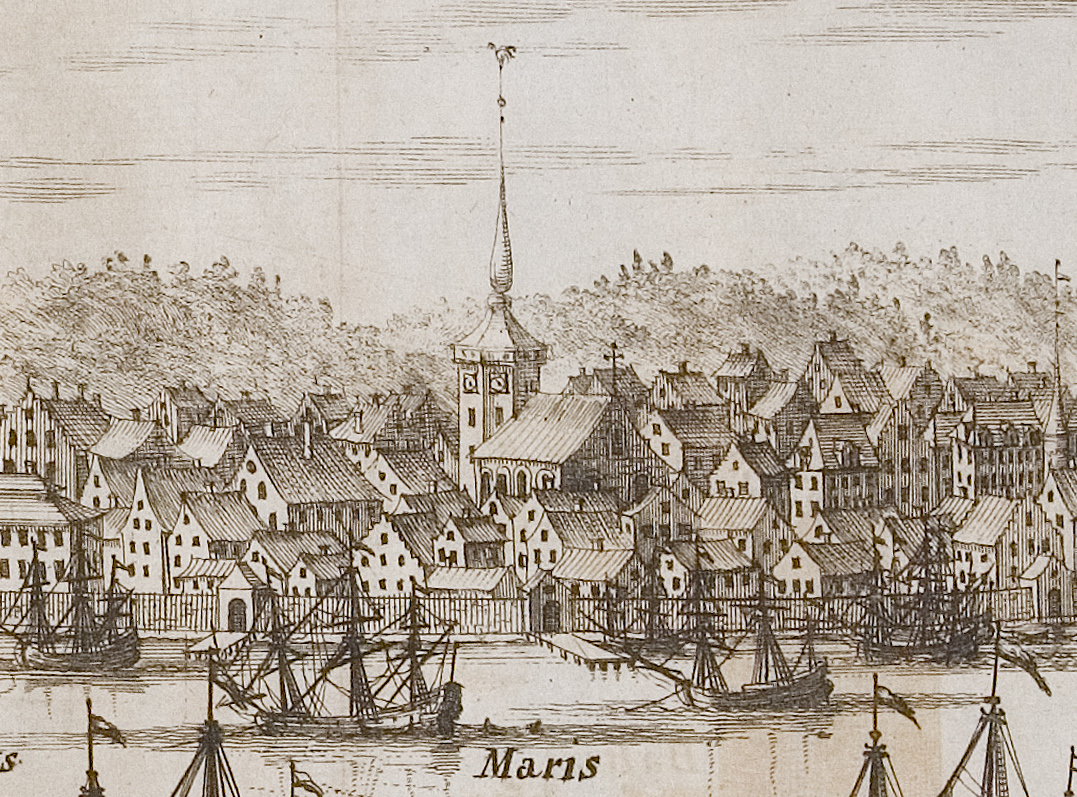
Фрагмент гравюры по рисунку Э. Дальберга 1681 года с изображением собора и его колокольни с флюгером в виде церковного петуха
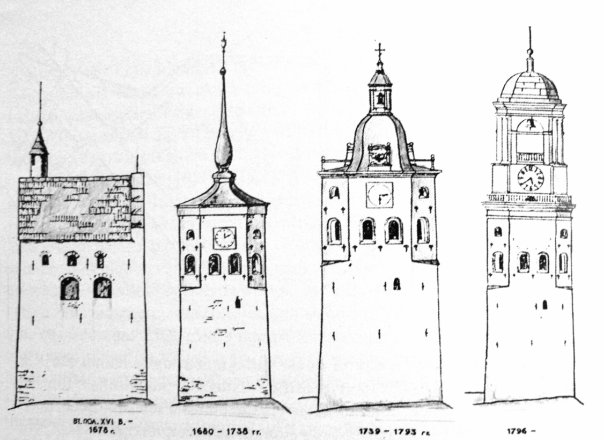
Строительные этапы Часовой башни. Графическая реконструкция М.И. Мильчика, И.А. Хаустовой.
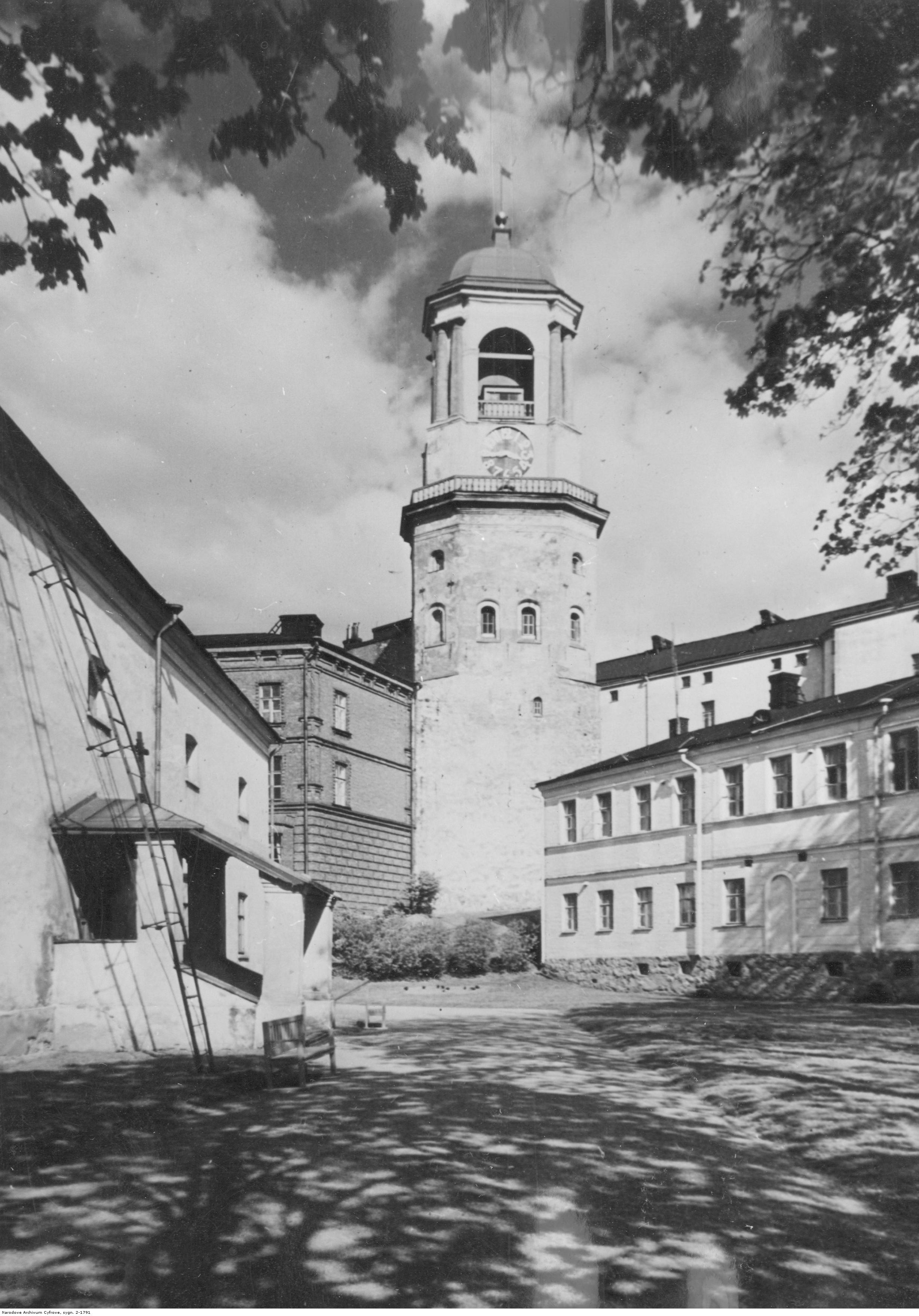
Вид с западной стороны в 1941 году
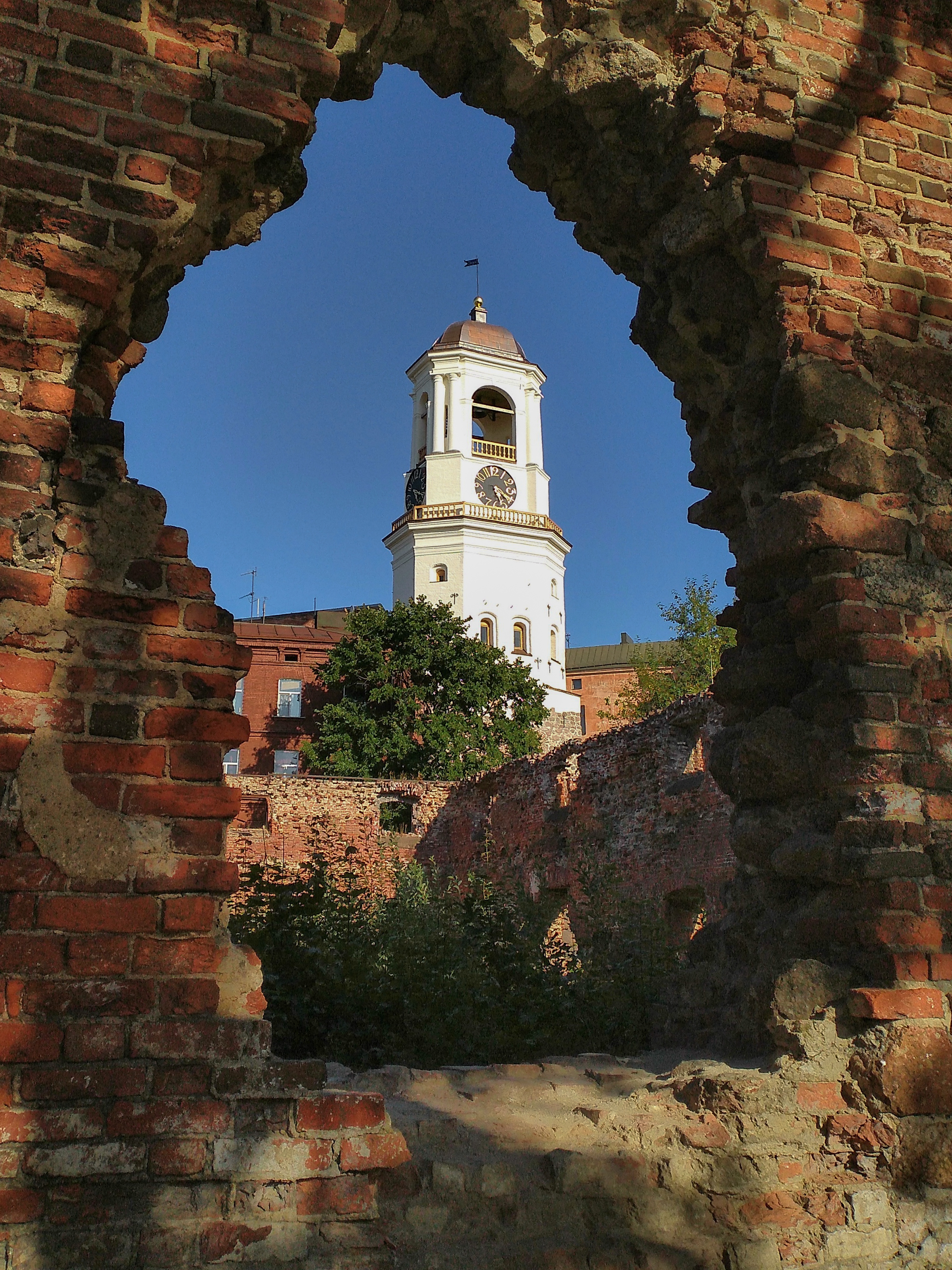
Вид после реставрации в 2019 году
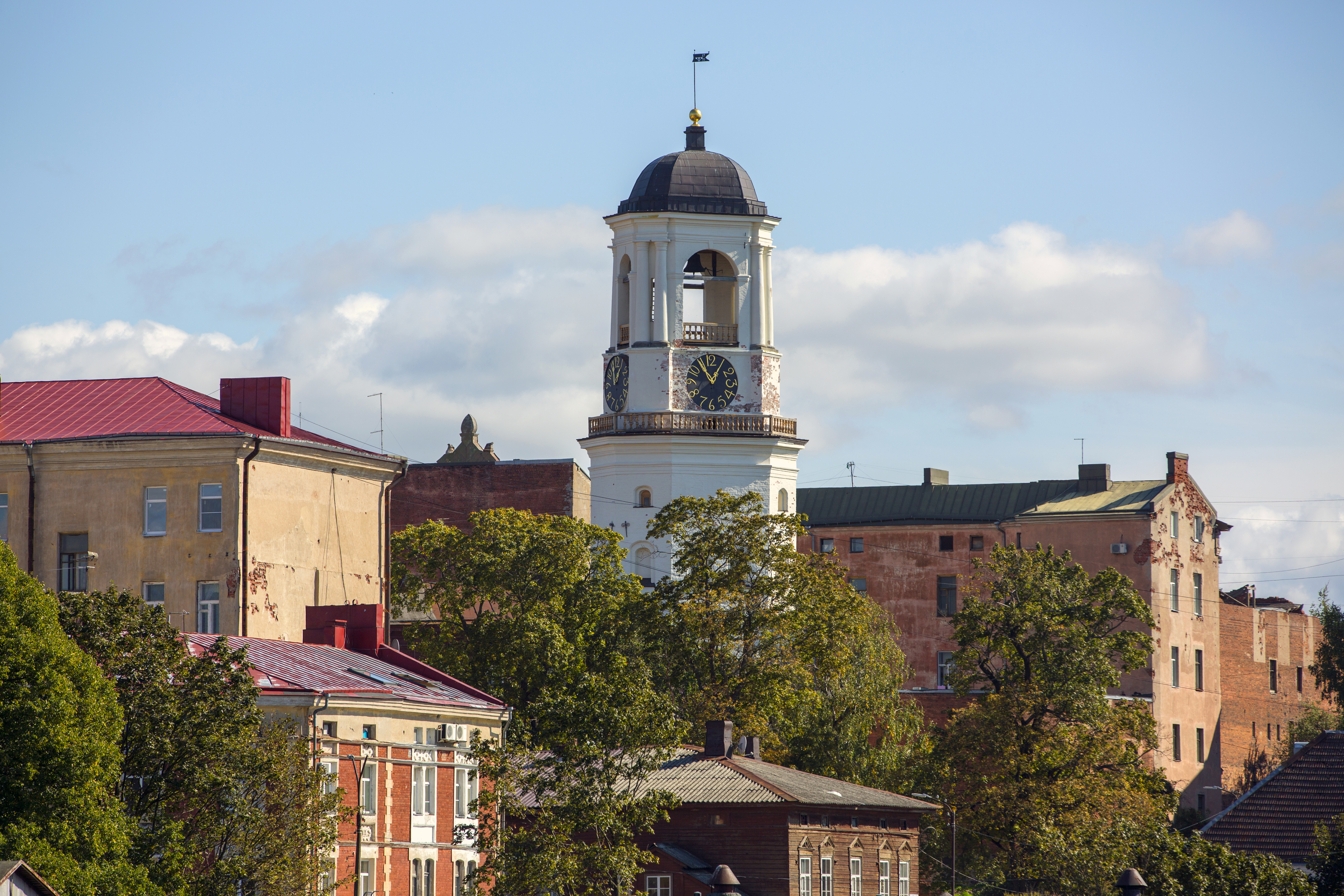
Вид на башню со смотровой площадки в Петровском парке в 2021 году